# Biotopo Alte Etsch - Colsano
Il Biotopo Alte Etsch - Colsano è un'area naturale protetta che si trova nel territorio comunale di Castelbello-Ciardes, in Alto Adige. Fu istituita nel 1995.
Occupa una superficie di 1,83 ha nella provincia autonoma di Bolzano.